# GeoGebra
GeoGebra est un logiciel interactif de géométrie, algèbre, statistique et calcul différentiel qui est conçu pour l'apprentissage de ces disciplines dans un cadre scolaire, allant du niveau primaire au niveau universitaire. GeoGebra est distribué comme logiciel libre.

## Description
GeoGebra permet d'explorer la géométrie : l'utilisateur peut manipuler dès l'abord les différents objets géométriques de base dans un plan : cercle, droite, angle, etc. 
Il est principalement utilisé par des enseignants mais aussi pour leur classe, mais toute personne souhaitant explorer de façon visuelle et dynamique la géométrie, en tirera profit. Il peut servir à valider des constructions faisant appel aux propriétés d'incidence du plan, telles le parallélisme.
La possibilité d'adapter les unités du repère au problème en cours en fait un excellent grapheur, d'autant plus qu'il est immédiat (grâce à la fenêtre de saisie) d'entrer la fonction, et qu'une fois que c'est fait, on peut lui appliquer du calcul formel (recherche de zéros, d'un extremum...). 
C'est aussi un logiciel pour expérimenter en probabilités et en statistiques (statistiques descriptives, distributions, tests d'hypothèse et intervalles de confiance). Il intègre un tableur et il bénéficie aussi d'une bonne intégration dans le langage html.
Entièrement développé en Java, ce logiciel fonctionne sur tous les systèmes d’exploitations qui incluent Java : Windows, Linux, Mac OS, etc. Il suffit de le lancer via une page web ou de télécharger le logiciel.
Distribué comme logiciel gratuit, n'importe qui peut l'utiliser, l'étudier et le modifier s'il n'est pas utilisé commercialement.
Une communauté d'utilisateurs participe à l'élaboration d'exercices pour ce logiciel.
Ce logiciel a reçu différents prix éducatifs en Europe et aux États-Unis.
Il se distingue de ses concurrents par la possibilité de saisir les équations algébriques qui représentent les objets géométriques.

## Historique
Le logiciel a été créé par Markus Hohenwarter, professeur autrichien travaillant à l'Université de Linz et est développé par une équipe internationale de programmeurs. 
À partir de la version 3.0, sortie le 23 mars 2008, l'utilisateur peut créer ses propres outils.
Avec la version 3.2, sortie le 3 juin 2009, un tableur est disponible.
Avec la version 4.0, sortie le 20 octobre 2011, apparaît GeoGebraPrim, une interface spéciale pour les jeunes élèves.
Depuis la version 4.2, sortie le 1er décembre 2012, il est possible de faire du calcul formel.
Afin de faciliter l'intégration de GeoGebra aux plateformes d'évaluation, il est possible depuis octobre 2022 d'utiliser une version PCI (portable custom interaction) de GeoGebra.